# Critèrium del Dauphiné Libéré 2007
El Critèrium del Dauphiné Libéré 2007, 59a edició del Critèrium del Dauphiné Libéré, és una cursa ciclista per etapes que es disputà entre el 10 i el 17 de juny de 2007. La cursa formava part del calendari UCI ProTour 2007.
El vencedor final fou el francès Christophe Moreau (AG2R Prévoyance), que d'aquesta manera aconseguia la seva segona victòria en aquesta cursa després de l'aconseguida en l'edició de 2001. Fou acompanyat al podi per l'australià Cadel Evans (Predictor-Lotto) i el kazakh Andrei Kàixetxkin (Astana Qazaqstan Team).

## Equips participants
| N.    | Cod. | Equip                |
| ----- | ---- | -------------------- |
| 1-8   | DSC  | Discovery Channel    |
| 11-18 | A2R  | AG2R Prévoyance      |
| 21-28 | GST  | Team Gerolsteiner    |
| 31-38 | RAB  | Rabobank             |
| 41-48 | GCE  | Caisse d'Epargne     |
| 51-58 | SDV  | Saunier Duval-Prodir |
| 61-68 | C.A  | Crédit Agricole      |
| 71-78 | AST  | Astana Team          |
| 81-88 | COF  | Cofidis              |
| 91-98 | PRL  | Predictor-Lotto      |

| N.      | Cod. | Equip              |
| ------- | ---- | ------------------ |
| 101-108 | CSC  | Team CSC           |
| 111-118 | FDJ  | Française des Jeux |
| 121-127 | TMO  | T-Mobile Team      |
| 131-138 | LIQ  | Liquigas           |
| 141-148 | EUS  | Euskaltel-Euskadi  |
| 151-159 | QST  | Quick Step         |
| 161-166 | LAM  | Lampre-Fondital    |
| 171-178 | BTL  | Bouygues Télécom   |
| 181-188 | MRM  | Team Milram        |

## Resultats de les etapes
| Etapa | Data       | Recorregut                          | Km   | Vencedor d'etapa          | Líder de la general       |
| ----- | ---------- | ----------------------------------- | ---- | ------------------------- | ------------------------- |
| Pr    | 10 de juny | Grenoble - Grenoble (CRI)           | 4,2  | Bradley Wiggins (GBR)     | Bradley Wiggins (GBR)     |
| 1a    | 11 de juny | Grenoble - Roanne                   | 219  | Heinrich Haussler (GER)   | Bradley Wiggins (GBR)     |
| 2a    | 12 de juny | Saint-Paul-en-Jarez - Saint-Étienne | 157  | Christophe Moreau (FRA)   | Christophe Moreau (FRA)   |
| 3a    | 13 de juny | Anneyron - Anneyron (CRI)           | 40,7 | Aleksandr Vinokúrov (KAZ) | Aleksandr Vinokúrov (KAZ) |
| 4a    | 14 de juny | Hauterives - Mont Ventoux           | 197  | Christophe Moreau (FRA)   | Andrei Kàixetxkin (KAZ)   |
| 5a    | 15 de juny | Nyons - Digne-les-Bains             | 195  | Antoni Colom (ESP)        | Andrei Kàixetxkin (KAZ)   |
| 6a    | 16 de juny | Gap - Valloire                      | 198  | Maksim Iglinski (KAZ)     | Christophe Moreau (FRA)   |
| 7a    | 17 de juny | Valloire - Annecy                   | 129  | Aleksandr Vinokúrov (KAZ) | Christophe Moreau (FRA)   |

## Classificacions finals

### Classificació general
|    | Ciclista          | Equip                 | Temps       | Punts UCI ProTour |
| -- | ----------------- | --------------------- | ----------- | ----------------- |
| 1  | Christophe Moreau | AG2R Prévoyance       | 29h 50' 35" | 50                |
| 2  | Cadel Evans       | Predictor-Lotto       | + 14"       | 40                |
| 3  | Andrei Kàixetxkin | Astana Qazaqstan Team | + 1' 27"    | 35                |
| 4  | Denís Ménxov      | Rabobank ProTeam      | + 1' 52"    | 30                |
| 5  | David Zabriskie   | Team CSC              | + 2' 16"    | 25                |
| 6  | Alberto Contador  | Discovery Channel     | + 4' 24"    | 20                |
| 7  | Mikel Astarloza   | Euskaltel–Euskadi     | + 5' 00"    | 15                |
| 8  | Manuel Beltrán    | Liquigas              | + 5' 01"    | 10                |
| 9  | Tadej Valjavec    | Lampre-Fondital       | + 5' 17"    | 5                 |
| 10 | Sylvain Chavanel  | Cofidis               | + 5' 38"    | 2                 |

|    | Ciclista            | Equip                 | Punts  |
| -- | ------------------- | --------------------- | ------ |
| 1. | Aleksandr Vinokúrov | Astana Qazaqstan Team | 70 pts |
| 2. | Christophe Moreau   | AG2R Prévoyance       | 67 pts |
| 3. | Cadel Evans         | Predictor-Lotto       | 49 pts |
| 4. | Andrei Kàixetxkin   | Astana Qazaqstan Team | 48 pts |
| 5. | Heinrich Haussler   | Team Gerolsteiner     | 43 pts |

|    | Ciclista           | Equip             | Punts   |
| -- | ------------------ | ----------------- | ------- |
| 1. | Rémi di Grégorio   | FDJ               | 126 pts |
| 2. | Morris Possoni     | Lampre            | 88 pts  |
| 3. | Egoi Martínez      | Discovery Channel | 86 pts  |
| 4. | Christophe Moreau  | AG2R Prévoyance   | 73 pts  |
| 5. | Aleksandr Botxarov | Crédit agricole   | 65 pts  |

|    | Ciclista            | Equip                 | Punts   |
| -- | ------------------- | --------------------- | ------- |
| 1. | Christophe Moreau   | AG2R Prévoyance       | 180 pts |
| 2. | Rémi di Grégorio    | FDJ                   | 143 pts |
| 3. | Cadel Evans         | Predictor-Lotto       | 126 pts |
| 4. | Aleksandr Vinokúrov | Astana Qazaqstan Team | 120 pts |
| 5. | Egoi Martínez       | Discovery Channel     | 112 pts |

|    | Equip                 | País         | Temps       |
| -- | --------------------- | ------------ | ----------- |
| 1. | Astana Qazaqstan Team | Suïssa       | 89h 44' 17" |
| 2. | Discovery Channel     | Estats Units | + 19"       |
| 3. | Euskaltel–Euskadi     | Espanya      | + 4' 36"    |
| 4. | AG2R Prévoyance       | França       | * 7' 04"    |
| 5. | Team CSC              | Dinamarca    | + 7' 24"    |

## Evolució de les classificacions
| Etapa (Vencedor)             | Classificació general | Classificació de la muntanya | Classificació combinada | Classificació per punts | Classificació per equips |
| ---------------------------- | --------------------- | ---------------------------- | ----------------------- | ----------------------- | ------------------------ |
| Pròleg Bradley Wiggins       | Bradley Wiggins       | Sylvain Chavanel             | Bradley Wiggins         | Bradley Wiggins         | Discovery Channel        |
| 1a etapa Heinrich Haussler   | Bradley Wiggins       | Sylvain Chavanel             | Bradley Wiggins         | Tom Boonen              | Discovery Channel        |
| 2a etapa Christophe Moreau   | Christophe Moreau     | Sylvain Chavanel             | Christophe Moreau       | Heinrich Haussler       | Astana Qazaqstan Team    |
| 3a etapa Aleksandr Vinokúrov | Aleksandr Vinokúrov   | Sylvain Chavanel             | Andrei Kàixetxkin       | Heinrich Haussler       | Astana Qazaqstan Team    |
| 4a etapa Christophe Moreau   | Andrei Kàixetxkin     | Christophe Moreau            | Christophe Moreau       | Christophe Moreau       | Team CSC                 |
| 5a etapa Antoni Colom        | Andrei Kàixetxkin     | Christophe Moreau            | Christophe Moreau       | Christophe Moreau       | Discovery Channel        |
| 6a etapa Maksim Iglinski     | Christophe Moreau     | Rémi di Grégorio             | Christophe Moreau       | Christophe Moreau       | Discovery Channel        |
| 7a etapa Aleksandr Vinokúrov | Christophe Moreau     | Rémi di Grégorio             | Christophe Moreau       | Aleksandr Vinokúrov     | Astana Qazaqstan Team    |
| Final                        | Christophe Moreau     | Rémi di Grégorio             | Christophe Moreau       | Aleksandr Vinokúrov     | Astana Qazaqstan Team    |